# Amphiesma modestum
Amphiesma modestum е вид влечуго от семейство Смокообразни (Colubridae). Видът е незастрашен от изчезване.

## Разпространение
Разпространен е в Индия (Асам и Мегхалая), Китай (Юннан) и Мианмар.